# Саух, Артём Сергеевич
Артём Сергеевич Саух (укр. Артем Сергійович Саух; 24 июля 1989 — 10 марта 2023, Бахмут) — украинский военнослужащий, младший сержант, участник российско-украинской войны. Герой Украины (2024, посмертно).

## Биография
Осенью 2022 года Артём Саух в составе штурмового подразделения успешно выполнял боевые задачи в районе Майорского Донецкой области. С декабря 2022 года принимал активное участие в обороне Бахмута.
В марте 2023 года, спасая тяжело раненого товарища под плотным миномётным огнём противника, получил смертельное осколочное ранение возле Бахмута.

## Награды
- Звание «Герой Украины» с удостоением ордена «Золотая Звезда» (2024, посмертно) — за личное мужество и героизм, проявленные в защите государственного суверенитета и территориальной целостности Украины, верность военной присяге[1].